# Памлико (язык)
Памлико, или каролинский алгонкинский язык (Carolina Algonquian, Pamlico) — мёртвый индейский язык, который относится к восточноалгонкинской группе алгонкинской ветви алгской языковой семьи, на котором раньше говорил народ восточные алгонкинцы, раньше проживающие в штате Северная Каролина в США. Имел каролинский алгонкинский, лумби и памлико диалекты.